# Nemesis divina
Nemesis divina, ”den gudomliga vedergällningen”, är föreställningen att onda gärningar vedergälls under livstiden för den som förbrutit sig mot gudens lagar. Melodramen är ofta uppbyggd kring ett Nemesis divina-motiv.
Carl von Linnés föreställningsvärld var starkt påverkad av en tro på Nemesis divina. I Linnés efterlämnade manuskript Nemesis divina har Linné samlat ett stort antal sanna eller föregivet sanna berättelser som bekräftar hans tro. Ofta får en syndare redan i jordelivet ett straff som påminner om syndarens brott, som i följande utdrag ur manuskriptet:
| ”                                 | En dansk fogde köpte två hästar av en fattig bonde, men betalar dem ej. Rykte kommer, att fogden förskingrat och skulle suspenderas. Bonden går om natten och tager igen sina hästar. Fogden får nåd, låter lysa efter hästarna, då bonden var frånvarande; finner dem hos bonden. Bonden stämmes, bliver hängd för sina egna hästar. Fogden köper efter några år av en obekant två hästar. Säljaren var hästtjuv och säljer för gott köp. Hästarna efterlysas, finnas igen hos fogden. Fogden stämmes, kan ej nämna sin säljare, bliver dömd tjuv och hängd i samma galge jämte sin bonde. | „ |
| – Carl von Linné, Nemesis divina. | |   |